# Crisis de Abisinia
La Crisis de Abisinia fue una  crisis internacional de 1935 que se originó en lo que se denominó el incidente  Walwal en el conflicto entonces en curso entre el  Reino de Italia y el Imperio de Etiopía, entonces conocido comúnmente como Abisinia. La Sociedad de Naciones falló contra Italia y votó a favor de sanciones económicas, pero nunca se aplicaron plenamente. Italia hizo caso omiso de las sanciones, abandonó la Sociedad, hizo tratos especiales con Gran Bretaña y Francia y, en última instancia, anexó y ocupó Abisinia después de derrotarla en la segunda guerra ítalo-etíope. La crisis desacreditó a la Liga y acercó a la Italia  fascista a una alianza con la Alemania nazi. Tanto Etiopía como Italia siguieron una política de provocación mutua e Italia se preparó para invadir Etiopía.

## El incidente de Walwal
El Tratado italo-etíope de 1928 establecía que la frontera entre la Somalia Italiana y Etiopía estaba a 21 leguas de la costa de  Banaadir y era paralela a ella, aproximadamente 118,3 km, 73,5 mi. En 1930 Italia construyó un fuerte en el oasis de Walwal (también Welwel, italiano: Ual-Ual) en el  Ogadén oriental, mucho más allá del límite de 21 leguas. El fuerte se encontraba en una zona fronteriza entre las naciones, que no estaba bien definida; hoy en día está a unos 130 km, unas 81 millas, dentro de Etiopía.
El 29 de septiembre de 1934, Italia y Abisinia publicaron una declaración conjunta renunciando a cualquier agresión mutua.
El 22 de noviembre de 1934, una fuerza de 1000 milicianos etíopes con tres fitaurari, comandantes político-militares etíopes, llegó cerca de Walwal y pidió formalmente a la guarnición de Dubats estacionada allí (compuesta por unos 60 soldados) que se retirara de la zona. El suboficial somalí que dirigía la guarnición se negó a retirarse y alertó al capitán Cimmaruta, comandante de la guarnición de Uarder, a 20 kilómetros (12 millas) de distancia, de lo que había sucedido.
Al día siguiente, en el curso de la vigilancia de la frontera entre Somalia Británica y Etiopía, una comisión de fronteras anglo-etíope llegó a Walwal. La comisión se enfrentó a una fuerza italiana recién llegada. Los miembros británicos de la comisión de fronteras protestaron, pero se retiraron para evitar un incidente internacional. Sin embargo, los miembros etíopes de la comisión de fronteras permanecieron en Walwal.
Del 5 al 7 de diciembre, por razones que nunca se han determinado claramente, hubo una escaramuza entre la guarnición de somalíes, que estaban al servicio de Italia, y una fuerza de etíopes armados. Según los italianos, los etíopes atacaron a los somalíes con rifles y ametralladoras. Según los etíopes, los italianos los atacaron, apoyados por dos tanques y tres aviones.  Al final, murieron aproximadamente 107 etíopes y 50 italianos y somalíes.
Ninguno de los dos bandos hizo nada para evitar la confrontación; los etíopes amenazaron repetidamente a la guarnición italiana con la amenaza de un ataque armado, mientras que los italianos enviaron dos aviones sobre el campamento etíope. Uno de ellos disparó una corta ráfaga de ametralladora, que nadie en tierra notó, después de que el piloto vio al Capitán Cimmaruta en medio de los etíopes y pensó que había sido hecho prisionero por ellos.

## Respuesta internacional y medidas ulteriores
El 6 de diciembre de 1934, el emperador Haile Selassie de Etiopía protestó contra la agresión italiana en Walwal. El 8 de diciembre, Italia exigió una disculpa por la agresión etíope y, el 11 de diciembre, siguió esta demanda con otra de compensación financiera y estratégica.
El 3 de enero de 1935, Etiopía apeló a la Sociedad de Naciones para que se arbitrara la disputa surgida del incidente de Walwal. Pero la respuesta de la Liga no fue concluyente. Un análisis posterior de un comité de arbitraje de la Sociedad de las Naciones absolvió a ambas partes de toda culpa por lo ocurrido.
Poco después del llamamiento inicial de Etiopía, el ministro de Asuntos Exteriores de Francia Pierre Laval y el Secretario de Relaciones Exteriores Samuel Hoare del Reino Unido se reunieron con el dictador italiano Benito Mussolini en Roma.[cita requerida]
El 7 de enero de 1935, una reunión entre Laval y Mussolini dio lugar al Acuerdo franco-italiano (1935). Este tratado daba a Italia partes de la Somalilandia francesa, ahora Yibuti, redefinía el estatuto oficial de los italianos en el Túnez de propiedad francesa y, esencialmente, daba a los italianos vía libre para tratar con Etiopía. A cambio, Francia esperaba el apoyo de Italia contra Alemania.
El 25 de enero, cinco askaris italianos fueron asesinados por las fuerzas etíopes cerca de Walwal.
El 10 de febrero de 1935, Mussolini movilizó dos divisiones. El 23 de febrero, Mussolini comenzó a enviar grandes cantidades de tropas a Eritrea y a la Somalilandia italiana, que eran las colonias italianas que limitaban con Etiopía al noreste y al sureste, respectivamente. Hubo poca protesta internacional en respuesta a esta acumulación.[cita requerida]
El 8 de marzo, Etiopía volvió a solicitar el arbitraje y señaló la acumulación militar italiana. Tres días después Italia y Etiopía acordaron una zona neutral en el Ogaden. El 17 de marzo, en respuesta a la continua acumulación de tropas italianas, Etiopía volvió a pedir ayuda a la Liga. El 22 de marzo, los italianos cedieron a la presión de la Sociedad de Naciones para que se sometiera a arbitraje la controversia surgida a raíz del incidente de Walwal, pero siguieron movilizando sus tropas en la región. El 11 de mayo, Etiopía volvió a protestar por la movilización italiana en curso.[cita requerida]
Entre el 20 y el 21 de mayo, la Sociedad de Naciones celebró una sesión especial para examinar la crisis en Etiopía. El 25 de mayo, un consejo de la Sociedad resolvió que se reuniría si no se había seleccionado un quinto árbitro antes del 25 de junio, o si no se llegaba a un acuerdo antes del 25 de agosto. El 19 de junio, Etiopía solicitó observadores neutrales.
Los días 23 y 24 de junio, el Reino Unido intentó sofocar la crisis, enviando al Subsecretario de Estado de Asuntos Exteriores Anthony Eden para intentar negociar un acuerdo de paz. El intento no tuvo éxito, y quedó claro que Mussolini estaba decidido a la conquista. El 25 de julio, el Reino Unido impuso un embargo a la venta de armas tanto a Italia como a Etiopía. Muchos historiadores creen que el embargo fue una respuesta al decreto de Italia de que consideraría la venta de armas a Etiopía como un acto de hostilidad hacia Italia, mientras que otros observadores creen que el Reino Unido estaba protegiendo sus intereses económicos en África Oriental. El Reino Unido también despejó sus buques de guerra del Mediterráneo, permitiendo a Italia un mayor acceso sin obstáculos a África Oriental.[13].
El 25 de junio, funcionarios italianos y etíopes se reunieron en La Haya para discutir el arbitraje. Para el 9 de julio, estas discusiones se habían desmoronado.[cita requerida]
El 26 de julio, la liga confirmó que no se había seleccionado un quinto miembro del panel de arbitraje. El 3 de agosto, la Liga limitó las conversaciones de arbitraje a asuntos que no fueran la soberanía de Walwal.
El 12 de agosto, Etiopía pidió que se levantara el embargo de armas. El 16 de agosto, Francia y el Reino Unido ofrecieron a Italia grandes concesiones en Etiopía para tratar de evitar la guerra, pero Italia rechazó las ofertas. El 22 de agosto, Gran Bretaña reafirmó su compromiso con el embargo de armas. 
El 4 de septiembre, la liga se reunió de nuevo y exoneró tanto a Italia como a Etiopía de toda culpa en el incidente de Walwal,[4] basándose en que cada nación había creído que Walwal estaba dentro de sus propias fronteras territoriales. El 10 de septiembre, Pierre Laval, Anthony Eden, e incluso Sir Samuel Hoare acordaron limitaciones a las sanciones contra Italia.[cita requerida]
El 25 de septiembre, Etiopía volvió a solicitar observadores neutrales.
El 27 de septiembre, el Parlamento británico apoyó la iniciativa de Konni Zilliacus y autorizó unánimemente la imposición de sanciones contra Italia en caso de que continuara su política hacia Etiopía. 
El 28 de septiembre, Etiopía comenzó a movilizar a su gran ejército, pero mal equipado.
El 7 de noviembre, el Estado Libre Irlandés aprobó el "Proyecto de Ley de la Sociedad de Naciones", imponiendo sanciones a Italia.
La Sociedad de Naciones había descrito a Etiopía de la siguiente manera:

En los lugares donde no hay un solo nacional italiano, un cónsul se establece en una zona conocida como territorio consular con una guardia de unos noventa hombres, para los que reclama inmunidad jurisdiccional. Esto es un obvio abuso de los privilegios consulares. El abuso es tanto más grave cuanto que los deberes del cónsul, además del suministro de información de carácter militar, se concretan en la constitución de reservas de armas, que constituyen una amenaza para la paz del país, ya sea desde el punto de vista interno o internacional.

## La guerra y la ocupación
El 3 de octubre de 1935, poco después de que la liga exonerara a ambas partes en el incidente de Walwal, las fuerzas armadas italianas de Eritrea invadieron Etiopía sin declaración de guerra, lo que llevó a Etiopía a declarar la guerra a Italia, iniciando así la segunda guerra ítalo-etíope. 
El 7 de octubre, en lo que se conocería como el «incidente Riddell», la Sociedad de Naciones declaró que Italia era el agresor y comenzó el lento proceso de imposición de sanciones a Italia. Sin embargo, las sanciones fueron limitadas. No prohibían el suministro de varios materiales vitales, como el petróleo, y no fueron aplicadas por todos los miembros de la Sociedad. El delegado canadiense en la Liga, Walter Riddell, sugirió que la Liga añadiera el acero y el petróleo a las sanciones, lo que hizo que la prensa mundial hablara de la "iniciativa canadiense" y de la audaz decisión adoptada por el primer ministro, William Lyon Mackenzie King, al presionar para que se impusieran sanciones al petróleo contra Italia. Riddell había actuado por su cuenta y fue rápidamente desautorizado por Mackenzie King, quien característicamente anunció que era absolutamente falso que hubiera tomado una decisión, ya que de hecho no había tomado ninguna decisión sobre nada, diciendo que nunca había oído hablar de esta "iniciativa canadiense" en Ginebra. La oposición de Mackenzie King a la "iniciativa canadiense" de Riddell estaba motivada por la política interna, ya que Mussolini era muy admirado en el Quebec católico, especialmente por la intelectualidad nacionalista quebequense, y el Partido Liberal de King acababa de ganar la mayoría de los escaños en Quebec en las elecciones de 1935. King estaba aterrorizado ante la posibilidad de que Canadá tomara la delantera en la imposición de sanciones petrolíferas contra Italia, lo que haría que los liberales perdieran sus escaños en Quebec en las próximas elecciones, por lo que no se volvió a oír hablar de la «iniciativa canadiense».
Los Estados Unidos, en general indiferentes a las débiles sanciones de la Sociedad de Naciones, aumentaron sus exportaciones a Italia, y el Reino Unido y Francia no tomaron ninguna medida seria contra Italia, como bloquear el acceso de Italia al Canal de Suez. Incluso el uso de armas químicas por parte de Italia y otras acciones que violaban las normas internacionales hicieron poco para cambiar el enfoque pasivo de la Sociedad ante la situación.[cita requerida]
A fines de diciembre de 1935, Hoare del Reino Unido y Laval de Francia propusieron el plan secreto Hoare-Laval, que habría puesto fin a la guerra, pero permitió a Italia controlar grandes zonas de Etiopía. Mussolini aceptó considerar el plan Hoare-Laval para ganar tiempo ya que temía las sanciones petroleras contra Italia, pero no tenía intención de aceptarlo. El plan causó una protesta y fuertes críticas públicas en el Reino Unido y Francia cuando el plan se filtró a los medios de comunicación. Hoare y Laval fueron acusados de traicionar a los abisinios, y ambos renunciaron. Su plan fue abandonado, pero se extendió la percepción de que el Reino Unido y Francia no se tomaban en serio los principios de la liga. La guerra continuó, y Mussolini se dirigió al dictador alemán Adolf Hitler para pedirle una alianza.
En marzo de 1936, Hitler marchó con sus tropas a Renania, lo cual estaba prohibido por el Tratado de Versalles. Los franceses estaban ahora desesperados por conseguir el apoyo italiano contra la agresión alemana directamente en su frontera, por lo que no tomarían ninguna otra medida con sanciones. Francia estaba dispuesta a entregar Abisinia a Mussolini, por lo que sus tropas pudieron continuar su guerra relativamente sin ser desafiadas por el resto de Europa.
Haile Selassie fue forzado al exilio el 2 de mayo. Todas las sanciones impuestas por la Liga fueron abandonadas después de la captura italiana de la capital etíope de Addis Abeba el 5 de mayo de 1936. Etiopía se fusionó entonces con las otras colonias italianas para convertirse en el África Oriental Italiana, (África Orientale Italiana, o AOI).
Etiopía nunca se rindió oficialmente y pidió ayuda a naciones extranjeras, como el discurso de Haile Selassie del 7 de junio de 1936 ante la Sociedad de Naciones. Como resultado, hubo seis naciones que no reconocieron la ocupación de Italia en 1937: China, Nueva Zelanda, la Unión Soviética, la  República de España, México y los Estados Unidos. El control italiano de Etiopía nunca fue total, debido a la continua actividad guerrillera, que los británicos utilizarían más tarde a su favor durante la Segunda Guerra Mundial. Sin embargo, para 1940 Italia tenía el control total de tres cuartas partes del país.

## Consecuencias
El final de la AOI llegó rápidamente durante la Segunda Guerra Mundial. A principios de 1941, como parte de la  Campaña de África Oriental, los  Aliados  lanzaron acciones ofensivas contra la aislada colonia italiana. El 5 de mayo de 1941, cinco años después de que los  italianos había capturado su capital, el Emperador Haile Selassie entró en Addis Abeba.
También hubo grandes impactos en la Sociedad de Naciones:
- Hoare-Laval mostró desconfianza en Gran Bretaña y Francia en la Liga.
- Hitler comenzó a revertir el Tratado de Versalles (con la remilitarización de Renania)
- Gran Bretaña y Francia se veían más débiles aún, vistas por Alemania, Italia y los Estados Unidos